# سیستم زمین

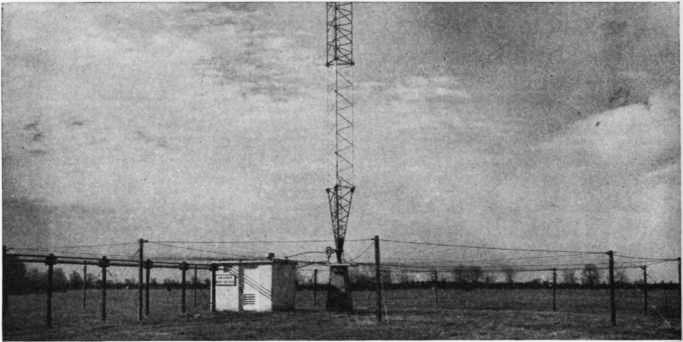
سیستم زمین

در سیستم‌های تامین برق، یک سیستم زمین پتانسیل الکتریکی هادیها را نسبت به سطح رسانای زمین تعریف می‌کند. انتخاب سیستم زمین می‌تواند در ایمنی و سازگاری الکترومغناطیسی از منبع تغذیه، تأثیر می‌گذارد ومقررات در بین کشورها می‌تواند بسیار متفاوت باشد. بیشتر سیستم‌های الکتریکی یک سیم اتصال به زمین دارند.

## اصطلاحات IEC
استاندارد بین‌المللی IEC 60364 روش‌های زمین کردن را به کدهای دو حرفی TN، TT، و IT تقسیم‌بندی می‌کند.
حرف اول نشان دهندهٔ اتصال زمین و تجهیزات برقی است.(ژنراتور یا ترانس):
T:اتصال مستقیم یک نقطه به زمین (برگرفته از لغت لاتین terra)
I:هیچ نقطه‌ای به زمین متصل نیست مگر با امپدانس بالا.
حرف دوم نشان دهندهٔ وقوع اتصال زمین و دستگاه است:
T:اتصال مستقیم از یک نقطه با زمین.
N:اتصال مستقیم به خنثی در منشاء نصب، که به زمین متصل شده‌است.

### شبکه‌های TN
در سیستم زمین کردنTNیک نقطه (معمولاً نقطهٔ ستاره، در سیستم‌های سه فاز) در ژنراتور یا ترانس زمین می‌شود. در ترانس بدنهٔ دستگاه با استفاده از سیم زمین، به زمین متصل  می‌شود. سه نوع TNمتفاوت:

### TN-s
PE,Nسیم‌های جداگانه هستند که فقط نزدیک منبع به هم متصل‌اند. این نوع، استاندارد روز برای سیستم‌های مسکونی و برق صنعتی در بخش‌هایی از اروپا است.

### TN-c
هادی PEN به جای هر دو PE و هادی N است که به ندرت استفاده می‌شود.

### TN-c-s
بخشی از سیستم از یک هادی ترکیبی PEN استفاده می‌کند که در برخی نقاط به دو سیم PE و N جداگانه تقسیم می‌شود. سیم ترکیبی PEN معمولاً از پست تا ورودی ساختمان کشیده می‌شود و آنجا جدا می‌شود. در انگلیس، این سیستم همچنین به عنوان محافظ زمین چندگانه (PME)، شناخته می‌شود.
ممکن است TN-c-sوTN-cاز یک ترانس تغذیه شوند.